# Anne Stine Ingstad
Anne Stine Ingstad (n. 11 februarie 1918, Comuna Lillehammer, Oppland, Norvegia – d. 6 noiembrie 1997, Oslo, Norvegia) a fost o arheologă norvegiană, care alături de soțul ei, Helge Ingstad, a descoperit urmele uni așezări vikinge la L'Anse aux Meadows în provincia canadiană Newfoundland și Labrador.